# Clypeomorus petrosa
Clypeomorus petrosa is een slakkensoort uit de familie van de Cerithiidae. De wetenschappelijke naam van de soort is voor het eerst geldig gepubliceerd in 1828 door Wood.